# Acerentulus cassagnaui
Acerentulus cassagnaui är en urinsektsart som beskrevs av Josef Nosek 1969. Acerentulus cassagnaui ingår i släktet Acerentulus och familjen lönntrevfotingar. Inga underarter finns listade i Catalogue of Life.